# بتنی کیب
بتنی کِیب (به انگلیسی: Bethany Cabe) یک شخصیت تخیلی در کتاب‌های کامیک منتشر شده توسط مارول کامیکس است. این شخصیت به وسیلهٔ دیوید میشلینیه و باب لیتون خلق شده و در مرد آهنی جلد اول شماره‌های ۱۱۷ام (دسامبر ۱۹۷۸) برای اولین بار معرفی شد.